# Die (artist)
Die, född 20 december 1974 i staden Mie, är en japansk musiker. Han spelar gitarr samt bakgrundssjunger i det japanska bandet Dir en grey. Han har skrivit många olika låtar, bland annat Yokan, Drain Away, Children, Mr. Newsman och Undecided och som Kaoru så tycker han om omväxling och gör sitt bästa att skriva nytt material varenda gång.

## Diskografi
- Missa
- Gauze
- Macabre
- Kai
- Kisou
- Six Ugly
- Vulgar
- Withering to death
- THE MARROW OF A BONE